# Europeiska ERV
Europeiska ERV är ett svenskt försäkringsbolag bildat 1920 som främst är specialiserade på reseförsäkringar inom både privat- och tjänsteresesektorn. Sedan oktober 2017 är företaget en filial till det tysk-ägda danska företaget Europæiske ERV. Nordisk direktör är sedan 2018 Beata Kalitowska, som efteträdde Johannes von Hülsen. von Hülsen hade varit VD sedan 2012, då han efterträdde Kenneth Sandén (2001–2011).
Företagets största produktgrupp är privatreseförsäkringarna, men även många svenska företag har ERV försäkringar för tjänsteresande eller utlandsplacerad personal. Dessutom är Europeiska ERV försäkringsgivare för en stor andel svenska bankkortkunder. Europeiska ERV tillhandahåller även en klock- och smyckeförsäkring i samarbete med bl.a. Stjärnurmakarna.
Enligt Expressens resemagasin Allt om Resor är Europeiska ERV tillsammans med Allianz, Gouda och Solid en av de största leverantörerna av avbeställningsförsäkringar i Sverige.